# Szenderiwka (rejon czerniwecki)
Szenderiwka (ukr. Шендерівка) – wieś na Ukrainie, w obwodzie winnickim, w rejonie czerniweckim, nad Łozową. W 2001 roku liczyła 473 mieszkańców.